# Aplahanda
Aplahanda (Aplaḫanda), también conocido como Aplaquanda (Aplakhanda), fue un rey de la ciudad de Karkemish, que pudo haber reinado, según sugieren los historiadores, entre 1786 y 1766 a. C. Se le conoce a través de un  sello cilíndrico, traducido por René Dussaud en 1929. El sello fue encontrado en la base del monte de Ugarit antes de comenzar las excavaciones.
Aplahanda es también mencionado en las tablillas de Mari durante el reinado de Iasma-Adu (antes de 1776 a. C.) y el décimo año de Zimri-Lim (1762 a. C., que recibió una carta en la que se dirige a este como a un hermano. Según I. J. Gelb, su nombre probablemente tiene un origen amorreo y la hipótesis de un origen semita fue apoyada por Wilfred G. Lambert, debido a que la grafía de la raíz del nombre generalmente es Apli- en vez de Apla; Gernot Wilhelm, sin embargo, sugiere un origen anatolio.
Se sabe que Aplahanda fue aliado del rey asirio Shamshiadad I (1809 — c. 1776 a. C.) en una guerra fracasada contra Alepo. A pesar de este incidente, después de su muerte, Karkemish se convertiría en cliente o incluso vasallo de los reyes de Alepo. Según una carta de Ichtaran-Nasir, Aplahanda murió en 1766 a. C., y fue sucedido en el trono por su hijo Yatar-Ami (1766-1764 a. C.). También fue el padre de Iadul-Lim (1764-1745 a. C.), que sucedió a su hermano Yatar-Ami, y Matruna, cuyo nombre no tiene raíz semítica y probablemente sea hurrita.
| Predecesor: Adni-anda | Reyes de Karkemish 1786 - 1766 a. C. | Sucesor: Yatar-Ami |